# ユビキチンリガーゼ
ユビキチンリガーゼ (ubiquitin ligase) またはE3ユビキチンリガーゼは、ユビキチンが結合したE2ユビキチン結合酵素を呼び寄せ、タンパク質の基質を認識し、E2から基質へのユビキチンの転移を助ける、もしくは直接的に触媒するタンパク質である。ユビキチンは標的タンパク質のリジン残基にイソペプチド結合によって付加される。E3リガーゼは標的タンパク質とE2酵素の双方と相互作用し、それによってE2酵素へ基質特異性が付与される。一般的にE3リガーゼは、48番のリジン残基を介して連結されたユビキチンの鎖を基質に付加してポリユビキチン化し、プロテアソームによる破壊の標的にする。しかしながら、他の多くのタイプの連結も可能であり、それによってタンパク質の活性、相互作用、または局在が変化する。E3リガーゼによるユビキチン化は、細胞の移動、DNA修復、シグナル伝達など多様な活動を調節しており、細胞生物学において極めて重要である。また、E3リガーゼは細胞周期の制御においても主要な因子であり、サイクリンやサイクリン依存性キナーゼ阻害因子の分解に関与する。ヒトゲノムには600種類以上のE3リガーゼがコードされていると推定されており、とてつもない基質多様性が可能となっている。

## 概説
酵素学において、ユビキチン-タンパク質リガーゼ (ubiquitin-protein ligase, EC 6.3.2.19) は次の化学反応を触媒する酵素である。
ATP + ユビキチン + タンパク質のリジン残基 {\displaystyle \rightleftharpoons } AMP + 二リン酸 + タンパク質のN-ユビキチルリジン残基
この酵素の基質は、ATP、ユビキチン、タンパク質のリジン残基の3つであり、反応産物は、AMP、二リン酸、タンパク質のN-ユビキチルリジン残基の3つである。典型的なユビキチン化反応は、標的タンパク質のリジン残基とユビキチンC末端の76番のグリシンとの間にイソペプチド結合を作り出す。
この酵素はリガーゼのファミリーに属し、酸-D-アミノ酸リガーゼ (ペプチドシンターゼ) として炭素-窒素結合を特異的に形成する。このクラスの酵素の系統名はユビキチン:タンパク質-リジン N-リガーゼ (AMP形成) (ubiquitin:protein-lysine N-ligase (AMP-forming)) である。この酵素はユビキチンを介したタンパク質分解に関与し、パーキンソン病、ハンチントン病とも関係している。

## ユビキチン化システム

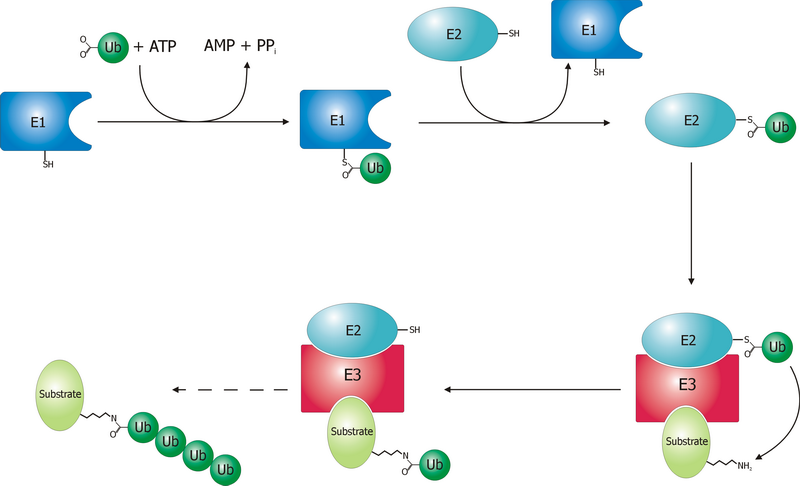
ユビキチン化システムの模式図。

ユビキチンリガーゼはE3とも呼ばれ、E1ユビキチン活性化酵素とE2ユビキチン結合酵素と共に働く。E1には1つの主要な酵素が存在し、全てのユビキチンリガーゼに共有される。E1酵素は、ATPを利用してユビキチンを活性化して結合し、それをE2酵素へ転移する。E2酵素はそれぞれ特異的なE3のパートナーと相互作用し、ユビキチンを標的タンパク質へ転移する。一般的には、特定のタンパク質基質へのユビキチン化反応標的化を担っているのはE3である。E3は複数のタンパク質からなる複合体であることもある。
ユビキチン化反応は、E3ユビキチンリガーゼの作用機序に依存して、3段階または4段階で進行する。保存された最初の段階では、ATPによって活性化されたユビキチンのC末端のグリシンをE1のシステイン残基が攻撃し、Ub-S-E1チオエステル複合体が形成される。ATPの加水分解によるエネルギーがこの反応性チオエステルの形成を駆動し、続く段階は熱力学的に中立である。次に、チオール転移反応 (transthiolation) が起こり、E2のシステイン残基が攻撃を行ってE1に取って代わる。HECTドメイン型のE3リガーゼでは、ユビキチン分子はE3に転移し、その後基質へ転移される。一方、より一般的なRINGフィンガードメイン型のリガーゼでは、ユビキチンはE2から基質へ直接的に転移される。ユビキチン化反応の最終段階では、標的タンパク質のリジン残基のアミン基の攻撃によってシステインが除去され、安定なイソペプチド結合が形成される。注目すべき例外の1つはp21タンパク質である。このタンパク質のユビキチン化はN末端のアミンを利用して行われ、ユビキチンとはペプチド結合が形成されることとなる。

## ユビキチンリガーゼのファミリー
ヒトは約500–1000種類のE3リガーゼを持つと推定されており、それによってE1とE2に基質特異性が付与されている。E3リガーゼは、HECT、RINGフィンガー、U-box、PHDフィンガーという4つのファミリーに分類される。RINGフィンガーE3リガーゼは最大のファミリーであり、後期促進複合体 (anaphase-promoting complex, APC) やSCF複合体 (Skp1-Cullin-F-box protein complex) が含まれる。SCF複合体は4つのタンパク質から構成される。Rbx1、Cul1、Skp1は不変の構成要素であり、F-boxタンパク質にはバリエーションが存在する。ヒトでは約70種類のF-boxタンパク質が同定されている。F-boxタンパク質は、SCF複合体へ結合するF-boxと、E3に基質特異性を与える基質結合ドメインを持っている。

## モノユビキチン化とポリユビキチン化

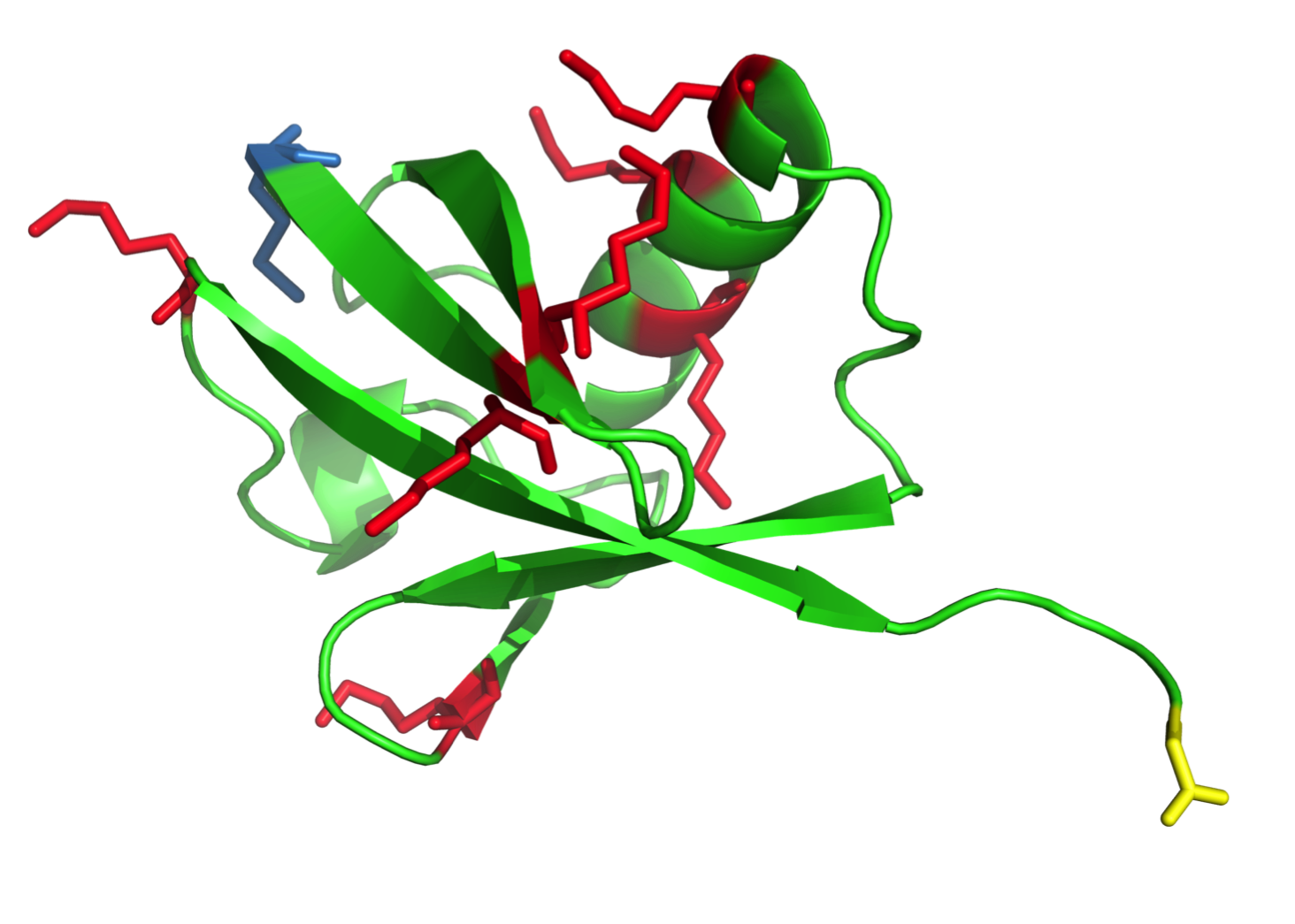
ユビキチンのリジン残基 (赤)、N末端のメチオニン (青)、C末端のグリシン (黄)。

ユビキチンによるシグナル伝達は、メッセージの特異性をユビキチンタグの多様性に依存している。タンパク質は、単一のユビキチン分子によるタグ付け (モノユビキチン化) がなされる場合と、さまざまなユビキチン分子の鎖によるタグ付け (ポリユビキチン化) がなされる場合がある。E3ユビキチンリガーゼは、単一のユビキチンを付加する場合と同様にポリユビキチン化も触媒し、基質に付加されたユビキチン分子のリジン残基が新たなユビキチン分子のC末端へ攻撃を行う。一般的な、ユビキチンが48番のリジン残基 (K48) を介して結合しているタグでは、タグが付加されたタンパク質はプロテアソームへ運ばれ、その後分解される。ユビキチンに存在する7つのリジン残基の全て (K6、K11、K27、K29、K48、K63) に加えて、N末端のメチオニンもポリユビキチン化に利用される。
モノユビキチン化は、膜タンパク質のエンドサイトーシス経路と関連している。例えば、上皮成長因子受容体 (EGFR) の1045番のチロシン残基がリン酸化されると、RING型E3リガーゼc-CblがSH2ドメインを介して呼び寄せられる。c-CblはEGFRをモノユビキチン化し、それが受容体の取り込みとリソソームへの輸送のシグナルとなる。
また、モノユビキチン化は細胞質のタンパク質の局在を調節する。例えば、E3リガーゼMDM2はp53をユビキチン化するが、K48ポリユビキチン化がなされたものは分解され、モノユビキチン化がなされたものは核へ輸送される。これらのイベントはE3リガーゼの濃度に依存的であり、E3リガーゼ濃度の調節がタンパク質の恒常性と局在の制御に利用されていることを示唆している。

## 疾患との関連
E3ユビキチンリガーゼは恒常性、細胞周期、DNA修復経路を調節しており、そのため、MDM2、BRCA1、VHLといった、多くのタンパク質がさまざまながんに関与している。例えば、MDM2の変異は、胃がん、腎細胞がん、肝がん などで見つかる。MDM2遺伝子の変異によって、プロモーター領域のSp1転写因子に対する親和性が増加し、MDM2のmRNAの転写が増加することでMDM2濃度の異常が引き起こされている。